# Ruinele bisericii Tăierea Capului Sf. Ioan Botezătorul din Mânzați
Ruinele bisericii Tăierea Capului Sf. Ioan Botezătorul din Mânzați este un monument istoric aflat pe teritoriul satului Mânzați, comuna Ibănești.